# CLion
CLion – wieloplatformowe zintegrowane środowisko programistyczne języków C/C++ produkcji spółki JetBrains. Oprogramowanie bazuje na środowisku IntelliJ IDEA, oraz operuje na systemach Linux, OS X oraz Windows. Wersja 1.0 miała swoją premierę 14 kwietnia 2015 roku. Aktualna wersja obsługuje kompilatory GCC, Clang, debugger GDB, oraz system zarządzania kompilacją CMake.